# Estadio Olímpico de la BUAP
El Estadio Universitario BUAP es un estadio multiusos con un aforo de 22 mil personas, el cual tiene características para ser sede de eventos olímpicos. Era la sede de Lobos BUAP, equipo de fútbol de la Primera División de México.
Originalmente fue construido en 1992 por parte de la Universidad Autónoma de Puebla para practicar deporte. El estadio fue remodelado en el 2011 con nuevo diseño propuesto por el arquitecto Manuel Sandoval Delgado; se aumentó su capacidad de 12 000 a 21 750 asistentes y es actualmente el segundo estadio más grande de la ciudad de Puebla detrás del Estadio Cuauhtémoc.

## Historia
El Estadio Universitario BUAP fue planeado a principios de los años noventa con el surgimiento del equipo Lobos de la BUAP. El proyecto comenzó tiempo después, pero fue detenido por falta de recursos dejándolo a medias por casi 20 años, aunque el equipo Lobos de la BUAP jugó hasta mediados del 2006 en el y finalmente la liga lo invalidó por no estar terminado y no cumplir con la regla de capacidad requeridas en la liga de ascenso. En el 2011 la Benemérita Universidad Autónoma de Puebla y el Gobierno del Estado de Puebla anunciaron que el estadio sería terminado para enero de 2012. Fue concluido e inaugurado en enero del 2012 con un maratón de la ciudad de Puebla, pero no pudo estar listo para el comienzo del Torneo Clausura 2012. No fue hasta la jornada 6 cuando Lobos de la BUAP sostuvo su primer partido en casa contra Necaxa donde cayó 2-1. 
El estadio albergó dos juegos del Veracruz como local debido a que su estadio Luis "Pirata" Fuente, fue remodelado para albergar los partidos de fútbol en los XXII Juegos Centroamericanos y del Caribe. Para los torneos de 2015, fue la sede temporal del club Puebla F.C debido a la remodelación del estadio Cuauhtémoc.

## Datos del estadio

### Medidas
- Explanadas y Andadores: 8 920.59 m²
- Seis estacionamientos 24 377.98 m²
- Taquillas, Banda de música, tienda Lobos 363.85 m²
- 11 accesos peatonales 1121.36 m²
- Vestidores de fútbol y utilerías 1094.89 m²
- 18 módulos de sanitarios 956.17 m²
- Acceso de jugadores a cancha 506.17 m²
- Pista de tartán 4 423.39 m²
- Pista de entrenamiento tartán 418.40 m²
- Medias lunas de tartán 2398.80 m²
- Pista para saltos de longitud (tartán) 2283.70 m²
- Campo de fútbol empastado 7 721.42 m²
- Bancas de jugadores de fútbol 54.00 m²
- Palcos y oficinas 2827.51 m²
- Gradería total 5458.64 m²
- Vialidad interior a estacionamiento 3148.91 m²
- Cubierta de estadio 7911.71 m²
- Talud 1771.03 m²
- Cafetería estadio 1094.89 m²
- Vestidores de atletismo 174.48 m²